# John Cummings (futbolista)
John Cummings (nacido el 5 de mayo de 1944) es un exfutbolista escocés que jugó como delantero central en Aberdeen, Port Vale, Ayr United, Clydebank y los Philadelphia Atoms. Ayudó al Ayr United a ganar el título de Segunda División en 1965-66.

## Carrera profesional
Cummings jugó con Aberdeen, y anotó en su única aparición en Primera División, en una victoria por 1-0 sobre Falkirk en Brockville Park el 6 de marzo de 1965. El entrenador Eddie Turnbull le permitió abandonar Pittodrie a finales de la temporada 1964-65. Firmó con el club inglés Port Vale en julio de 1965, como parte del plan del entrenador Jackie Mudie de juzgar a jóvenes jugadores escoceses. Hizo tres partidos en la Cuarta División, uno en la Copa de la Liga y dos en la Copa de la FA, y marcó un gol en la Copa de la FA en un empate a 2-2 con el Oxford United en el Manor Ground. Después de no conseguir un puesto regular en el equipo, su contrato fue cancelado en marzo de 1966 y regresó a Escocia para jugar en el Ayr United. Marcó dos goles en cuatro partidos de Segunda División, ya que los "Hombres Honestos" fueron ascendidos como campeones. Luego abandonó Somerset Park para ir al Clydebank, y marcó dos goles en 11 partidos de la Segunda División en la temporada 1966–67, antes de anotar otros dos en la temporada 1967–68. En 1975, jugó siete partidos en la Liga Norteamericana de Fútbol para los Átomos de Filadelfia.

## Estadísticas
Fuente:
| Club                 | Temporada | División                      | Liga         | Liga  | Copa FA      | Copa FA | Otros        | Otros | Total        | Total |
| Club                 | Temporada | División                      | Aplicaciones | Goles | Aplicaciones | Goles   | Aplicaciones | Goles | Aplicaciones | Goles |
| -------------------- | --------- | ----------------------------- | ------------ | ----- | ------------ | ------- | ------------ | ----- | ------------ | ----- |
| Puerto Vale          | 1965–66   | Cuarta División               | 3            | 0     | 2            | 1       | 1            | 0     | 6            | 1     |
| Átomos de Filadelfia | 1975      | Liga Norteamericana de Fútbol | 7            | 0     | –            | –       | –            | –     | 7            | 0     |

## Honores
Ayr Unidos
- Campeón de la Segunda División de la Liga Escocesa de Fútbol: 1965–66